# Micropsia
La micropsia, o síndrome de Alicia en el País de las Maravillas (del anglicismo Alice in wonderland syndrome), es un trastorno neuropsicológico que distorsiona la percepción visual. Aquellos que padecen este trastorno experimentan distorsiones en la percepción de los objetos, viéndolos más pequeños de lo que realmente son (esto es la micropsia en sí mismo), macropsia (percepción de los objetos más grandes de lo que realmente son), pelopsia (percepción de los objetos más cercanos a lo que están) o telopsia (percepción de los objetos más lejanos a lo que están). También es común la distorsión del tamaño en la percepción sensorial.
Este síndrome está asociado con migrañas, tumores cerebrales o el consumo de psicoactivos. Puede considerarse el inicio del virus de Epstein-Barr. El AiWS puede ser causado por cantidades anormales de actividad eléctrica que resultan en un flujo sanguíneo anormal en las partes del cerebro que procesan la percepción visual y la textura.
Informes anecdóticos sugieren que los síntomas son comunes en la infancia, con un alto índice de personas que lo superan a lo largo de la adolescencia. Parece que la micropsia es una experiencia común en el inicio del sueño y se sabe que surge comúnmente debido a la falta de este.
Este trastorno, popularmente conocido como el síndrome de Alicia en el País de las Maravillas, recibe este nombre porque se cree que Lewis Carroll padecía esta enfermedad, obteniendo así su inspiración para su popular obra.

## Síntomas
El síndrome de Alicia en el País de las Maravillas afecta el sentido de la visión, el tacto y el oído, además de la alteración de sensaciones personales y la imagen propia del cuerpo. Migrañas, náusea, mareo o agitación son también síntomas comúnmente asociados con este trastorno.
Los individuos que lo padecen pueden sufrir alucinaciones o ilusiones de expansión, reducción o la distorsión de la propia imagen corporal como la microsomatognosia (sentimiento de que el propio cuerpo o partes de este están encogiendo), o macrosomatognosia (sentimiento de que el propio cuerpo o partes de este están creciendo o aumentando). Estos cambios en la percepción son generalmente conocidos como metamorfopsias o síndrome de Charles Bonnet.
Los sujetos con ciertas enfermedades neurológicas pueden experimentar alucinaciones visuales similares. Estas alucinaciones reciben el nombre de “liliputienses”, aludiendo a la isla ficticia de la novela “Los viajes de Gulliver”, en la que habitan personas en miniatura.
Un joven de 17 años que padecía este trastorno describió sus inusuales síntomas según lo siguiente: “De repente, los objetos aparecen pequeños y distantes o grandes y cercanos. Siento como si me hiciese más pequeño, encogiéndome, y al mismo tiempo el tamaño de las personas no supera mi dedo índice (proporción liliputiense). A veces veo la persiana en la ventana o en la televisión subiendo o bajando, o mis piernas y mis brazos balanceándose. Otras veces escucho las voces de la gente muy alto y próximas o débiles y lejanas. Ocasionalmente, sufro ataques de migrañas y dolores de cabeza asociados con enrojecimiento de los ojos, destellos de luces y un sentimiento de vértigo. Sin embargo siempre soy consciente de los cambios intangibles en mí y mi entorno”.
Aunque la visión del sujeto no se vea afectada, normalmente ven objetos de tamaño o forma alterados. Además, la percepción en profundidad puede verse alterada, por lo que generalmente las distancias percibidas son incorrectas. Por ejemplo, un pasillo puede parecer muy largo o el suelo, demasiado cerca.
La zoopsia es una alucinación adicional que a veces puede estar asociada con el síndrome de Alicia en el País de las Maravillas. Las zoopsias implican alucinaciones de enjambres de animales pequeños (por ejemplo, hormigas, termitas y ratones, etc.) o grupos aislados de animales más grandes (como jirafas o elefantes). Esta experiencia de las zoopsias comparte una variedad de condiciones, tales como delirium tremens.
El sujeto afectado por este trastorno puede perder el sentido del tiempo, un problema similar a la falta de la perspectiva espacial. El tiempo parecer pasar muy lentamente, semejante a una experiencia derivada de la sustancia LSD. Al mismo tiempo, la falta de perspectiva espacial y temporal lleva a un sentido distorsionado de la velocidad. Por ejemplo, uno puede estar avanzando muy lentamente en la realidad y, sin embargo, parecería como si estuviera avanzando frenéticamente a lo largo de una pasarela móvil, lo que lleva a una severa y abrumadora desorientación.
Los pacientes que sufren este desorden pueden padecer frecuentemente paranoia como resultado de molestias en la percepción del sonido. Esto puede incluir la ampliación de sonidos suaves o la malinterpretación de sonidos comunes. 
Del mismo modo algunas personas pueden experimentar, junto con altas fiebres, síntomas menos frecuentes que incluyen la pérdida de control de extremidades o descoordinación, pérdida de memoria, la percepción de un contacto corporal persistente y sensaciones de sonido, e inestabilidad emocional.
Se ha observado que los pacientes son a menudo reticentes a describir sus síntomas por miedo a ser diagnosticados con un trastorno psiquiátrico. Sin embargo, frecuentemente es fácil descartar una psicosis ya que las personas con este síndrome son generalmente conscientes de que sus alucinaciones y su percepción distorsionada de la realidad no son reales, y por tanto no han perdido contacto con la realidad. Es más, los pacientes más jóvenes que padecen este desorden pueden tener dificultades a la hora de describir sus inusuales síntomas y, por lo tanto, se recomienda animar a los niños a dibujar las ilusiones visuales que perciben durante sus episodios.
Parece que los síntomas del síndrome de Alicia no incrementan en severidad en el transcurso del desorden y, aunque los síntomas pueden afectar intensamente la vida del paciente, este desorden se solventa solo en semanas o meses. Asimismo, los síntomas pueden ocurrir de manera transitoria durante el día por períodos cortos, aunque la mayoría de los pacientes describen la duración de sus síntomas entre 10 segundos y 10 minutos. Esto, combinado con la duración típicamente corta del trastorno, sugiere que el síndrome de Alicia en el País de las Maravillas generalmente causa una interrupción del funcionamiento normal a corto plazo.
Aunque actualmente no se ha identificado un locus genético asociado con el síndrome de Alicia, algunas observaciones sugieren que existe un componente genético. Parece transmitirse de padres a hijos, con un caso estudiado de una abuela, madre, hijo e hija, todos ellos con este trastorno. Además, existe un rasgo hereditario establecido que se relaciona con las migrañas. Entre los ejemplos de influencias ambientales en la incidencia del síndrome, se incluye el uso de la sustancia topiramato y la potencial ingesta dietética de tiramina.
No obstante, se requiere más investigación para establecer las influencias genéticas y ambientales en el síndrome de Alicia en el País de las Maravillas.

## Etimología
Este trastorno psiquiátrico recibe su nombre de la famosa novela decimonónica de Lewis Carroll, Las aventuras de Alicia en el País de las Maravillas. En la historia, Alicia, la protagonista, experimenta numerosas situaciones similares a las asociadas con la macropsia y la micropsia. Las exhaustivas descripciones de la metamorfopsia claramente descritas en la novela fueron las primeras de su tipo en representar las distorsiones corporales asociadas con la afección. Algunas especulaciones sugieren que Carroll escribió esta historia basándose en su propia experiencia con episodios de micropsia, resultante de numerosas migrañas que se sabe que sufrió. También se ha sugerido que Carroll puede haber sufrido de epilepsia del lóbulo temporal.

## Causas
Existen formas completas y parciales del síndrome de Alicia en el país de las maravillas en una variedad de trastornos, que incluyen epilepsia, intoxicantes, estados infecciosos, fiebres y lesiones cerebrales. Del mismo modo, el síndrome está comúnmente asociado a migrañas, además del uso de drogas psicoactivas. También puede ser el síntoma inicial del virus de Epstein-Barr, además se ha sugerido una relación potencial entre el síndrome y la mononucleosis. Entre los niños el virus Epstein-Barr parece una causa más común que entre los adultos, entre los que está más asociado con las migrañas.
Asimismo, existen una serie de hipótesis cerebrales que pueden explicar la causa de este trastorno. El síndrome de Alicia puede ser causado por cantidades anormales de actividad eléctrica que causan un flujo sanguíneo anormal en las partes del cerebro que procesan la percepción visual y la textura. Las técnicas médicas nucleares que utilizan tecnecio, realizadas en pacientes durante los episodios del síndrome de Alicia en el país de las maravillas, han demostrado que este está asociado con una perfusión cerebral reducida en varias regiones corticales (frontal, parietal, temporal y occipital), tanto en combinación como de forma aislada. 
Se ha planteado la hipótesis de que cualquier condición que resulte en una disminución en la perfusión de las vías visuales o centros de control visual del cerebro puede ser responsable del síndrome. Por ejemplo, un estudio usó una tomografía computarizada de emisión de fotón único para demostrar una perfusión cerebral reducida en el lóbulo temporal en pacientes con el síndrome. 
Existen otras teorías que sugieren que el síndrome es el resultado de una disfunción cortical inespecífica (por ejemplo, de encefalitis, epilepsia, disminución de la perfusión cerebral) o reducción del flujo sanguíneo a otras áreas del cerebro. 
Otras teorías sugieren que las percepciones desordenadas de la imagen corporal provienen del lóbulo parietal. Esto ha sido demostrado por la producción de alteraciones de la imagen corporal a través de la estimulación eléctrica de la corteza parietal posterior. 
Por otro lado, otros investigadores sugieren que las metamorfopsias pueden ser el resultado de una perfusión reducida del lóbulo parietal posterior no dominante durante los episodios de migraña. En todos los estudios de neuroimagen, varias regiones corticales (incluida la unión temporoparietal dentro del lóbulo parietal y la vía visual, específicamente el lóbulo occipital) están asociadas con el desarrollo de los síntomas del síndrome de Alicia en el país de las Maravillas.

## Diagnóstico
El síndrome de Alicia en el País de las Maravillas es una alteración de la percepción más que un cambio fisiológico específico en los sistemas del cuerpo. El diagnóstico puede proponerse cuando se han descartado otras causas como: Lesiones cerebrales, migrañas, epilepsia, etc.

## Tratamiento
En la actualidad, el síndrome de Alicia en el País de las Maravillas no tiene un plan de tratamiento estandarizado. A menudo, los métodos de tratamiento giran en torno a la profilaxis de la migraña, así como a la promoción de una dieta baja en tiramina. Los medicamentos que se pueden usar para prevenir las migrañas incluyen: anticonvulsivos, antidepresivos, bloqueadores de los canales de calcio y bloqueadores beta. Otros tratamientos que se han explorado incluyen la estimulación magnética transcraneal repetitiva (rTMS). Sin embargo, se requiere más investigación para establecer un régimen de tratamiento efectivo.
Ante todo, el descanso es el principal tratamiento, pero otra terapia eficaz es unirse a los grupos de apoyo para compartir experiencias y saber que no se está solo.